# De Eglantier (rederijkerskamer)
De Eglantier (spellingvarianten: Egelantier en Eglentier) was een rederijkerskamer (Kamer van Rethorycke) in Amsterdam die opkwam in 1517 of 1518 en mogelijk ontstond uit oudere rederijkerskamers. Het is een van de bekendste rederijkerskamers en werd begin zeventiende eeuw geleid door P.C.Hooft. Het blazoen bestond uit een bloeiende Egelantier ("wilde roos"; een symbool van de liefde) in de vorm van een kruis met daaraan hangend een Christusfiguur. De bijbehorende lijfspreuk was "In Liefde Bloeyende".

## Geschiedenis
In de jaren-1570 was de kamer voor het katholieke stadsbestuur verboden wegens "reformatorische gezindheid". Na de alteratie van 1578 werd ze heropgericht door de katholiek gebleven Hendrik Laurensz. Spiegel (1549-1612). Andere prominente leden waren in deze periode de protestanten Laurens Reael, Roemer Visscher en het buitenlid Dirck Volkertsz. Coornhert.
Na 1585 werd De Eglantier met de Val van Antwerpen (De Violieren) de belangrijkste rederijkerskamer. In 1598 werd rederijkerskamer Het Wit Lavendel (waar onder andere Joost van den Vondel actief was) opgericht, waarop De Eglantier ook wel als de 'Oude Kamer' werd aangeduid. Na moeilijkheden binnen De Eglantier vanaf 1610 splitste in 1617 Samuel Coster zich met een groep af van De Eglantier en richtte de rederijkerskamer Duytsche Academie op. In 1630 zouden Het Wit Lavendel en de Duytsche Academie echter weer zijn gefuseerd en slechts twee jaar later, op 7 juli 1632, voegden de burgemeesters van Amsterdam deze gefuseerde rederijkerskamer weer samen met De Eglantier tot een nieuwe rederijkerskamer, die de naam (De) Amsterdamsche Kamer (Amsterdamsche Camer) kreeg, maar in bronnen ook voorkomt onder de namen De Vergulden Byekorf, Bloeyende Eglantier en Academie en de lijfspreuk "Door Yver in liefde bloeyende" gebruikte. Niet alle rederijkers waren het met de samensmelting eens en Jan Harmensz. Krul richtte daarop in 1634 de Musijckkamer op, die echter reeds in 1635 alweer failliet ging. De Amsterdamsche Kamer werd in de beginjaren geleid door Willem Dircksz. Hooft, Steven Vennecool, Heereman Dircksz. Coorenkind, Johan Meurs en Meyndert Voskuyl. In 1637 werd vanuit de rederijkerskamer de Schouwburg van Van Campen opgericht, de eerste stadsschouwburg van Amsterdam. Over het verdere reilen en zeilen van de rederijkerskamer is weinig bekend. Uit 1664 (een jaar voor de bouw van de 'Nieuwe Schouwburg') is een lijst van hoofden bekend; Cornelis Withenoon, Jan Vos, Tobias van Domselaer, Jacob van der Poel en Cornelis de Vries.